# Volf Doubravský z Vřesovic
Volf Doubravský z Vřesovic (německy Wolf von Wřesowitz, 16. století – asi 1621) byl český šlechtic z doubravské větve rodu pánů z Vřesovic, politicky činný v době stavovského povstání v 17. století v Čechách, kdy stál na straně povstalců.
Narodil se jako syn Šebestiána z Vřesovic z doubravské rodové linie, který byl znám svou úlohou v procesu s Jiřím z Lobkovic. Šebestián v roce 1552 koupil ves Kystru a v roce 1588 také Nový Hrad na Lounsku. V roce 1603 Volf z Vřesovic prodal panství Kystra Janu Ilburkovi Kaplířovi ze Sulevic.
Volf z Vřesovic finančně podporoval stavovské povstání a po porážce rebelů byl 27. září 1621 předvolán před komisi na Pražském hradě. Byl shledán vinným z podpory nepřátel císaře a novohradské panství mu bylo zkonfiskováno, načež je odkoupil jeho vzdálený příbuzný, příslušník katolické strany Volf Ilburk, člen pobělohorské konfiskační komise vedené Karlem z Lichtenštejna.[zdroj⁠?!] Protestant Volf byl odsouzen a uvržen do žaláře, odkud se mu však ještě téhož roku podařilo beze stopy zmizet.
Volf Doubravský z Vřesovic zemřel pravděpodobně v roce 1621 či nedlouho poté.[zdroj⁠?!]